# Mauricio en los Juegos Olímpicos de Tokio 2020
Mauricio estuvo representado en los Juegos Olímpicos de Tokio 2020 por ocho deportistas, seis hombres y dos mujeres, que compitieron en seis deportes.
Los portadores de la bandera en la ceremonia de apertura fueron el boxeador Richarno Colin y la halterófila Roilya Ranaivosoa. El equipo olímpico mauriciano no obtuvo ninguna medalla en estos Juegos.